# Ulcisia Castra
Ulcisia Castra (in seguito chiamata Castra Constantia, sicuramente dopo il 175) era un forte romano ausiliario che faceva parte della catena di postazioni militari presenti lungo il limes danubiano nel settore pannonico. Si trova nei pressi della cittadina di Szentendre (Sant'Andrea) in Ungheria, a pochi chilometri a nord della fortezza legionaria di Aquincum (Budapest).

## Posizione
A sud-ovest di Szentendre, nei pressi del moderno villaggio di Pomáz, troviamo una necropoli risalente all'Età del rame. Il forte romano si trovava lungo il bordo orientale della catena dei monti Pilis su un terrazzamento dove a nord scorreva il vicino Danubio. L'asse maggiore era orientato nord-sud ed era collegato alla strada romana che conduceva alla fortezza legionaria e capitale della Pannonia inferiore di Aquincum, poco più a sud. Lungo questa strada erano posizionate numerose torri di avvistamento (burgi) in costante collegamento visivo per segnalare eventuali sfondamenti del limes pannonicus.
Il forte si trovava proprio di fronte alla grande isola di Szentendre, proprio dove il Danubio, che scorre verso est, piega verso sud. Si trattava di una grande isola molto allungata, e dall'altra parte dell'isola vi era la "testa di ponte" in territorio sarmatico (in Barbarico) presso Horány. Il presidio fu costruito nel periodo della tarda antichità, al tempo delle campagne germanico-sarmatiche di Costantino degli anni 322-334 e poi del figlio Costantino II (337-340), contemporaneamente alla costruzione del cosiddetto limes sarmaticus a protezione delle vicine province pannoniche. Si trattava in sostanza di un vallo in terra ad est del Danubio, a protezione della grande pianura ungherese, che piegava poi a sud fino alla fortezza legionaria di Viminacium in Mesia superiore.

## Il forte
Le tracce del primo accampamento militare romano, la cui struttura era di legno e terra, risalgono agli scavi condotti nel 1993, nella parte orientale della fortezza in pietra. Questo ha rivelato che il forte fu iniziato sotto il tardo principato di Domiziano o l'inizio di quello di Traiano (tra l'81 ed il 117 d.C.).
Fu probabilmente solo sotto Adriano che il forte venne ricostruito in pietra, grazie alla Cohors I Thracum ed a vexillationes della legio II Adiutrix che era di stanza nella vicina Aquincum. Si trattava di un forte trapezoidale che misurava 134 × 205 metri di larghezza. Oggi ci sono note alcune torri ed i resti di tre delle quattro porte del forte originale. Lo spessore delle mura erano di misura variabile: lungo la parete nord-ovest tra 1,50 a 1,25 metri; lungo quella sud-est era invece più stretto attorno a 1,14 metri; addirittura erano larghe 1,60 metri lungo il lato sud-ovest. Lungo poi il fronte nord-est una torre che sporgeva a forma di "U", aveva un diametro di 1,15-1,30 metri.
Gli angoli del forte erano poi arrotondati. La torre d'angolo più conosciuta è quella nord a forma trapezoidale: 3.38 metri di larghezza e 3,20 metri di lunghezza. Il suo spessore era di 0,76/0,85 metri. Tra le porte e gli angoli di questo campo, vi erano poi altre torrette rettangolari intermedie, costruite all'interno del recinto di base e che sporgevano per circa 0,50 metri lungo le mura esterne. In totale vi erano due torri intermedie lungo i lati corti e quattro lungo quelli lunghi, per un totale di dieci. Nel 1996 venne identificata la torre d'angolo che, in seguito alle devastanti guerre marcomanniche degli anni (166-180), venne ripavimentata. Il burgus di Leányfalu venne nuovamente ricostruito in pietra, come risulta da un'iscrizione del 195, da mettere in relazione anche con l'opera di ricostruzione del forte di Ulcisia Castra.
L'interno del forte era quindi attraversato dalla via Principalis (alle cui estremità si trovavano due porte, la principalis dextra e sisnistra) e la via Decumana (alle cui estremità troviamo la porta Praetoria e la porta Decumana). Nel mezzo, lungo l'intersezione di queste due vie si trovavano i Principia, vale a dire l'edificio più importante della guarnigione romana, che raccoglieva le strutture amministrative necessarie. L'edificio misurava 26,5 × 33 metri e fu probabilmente ricostruito nel III secolo, per poi essere utilizzato fino alla tarda antichità. Sul lato posteriore longitudinale del campo vi era poi una grande sala trasversale (basilica). Lungo il suo lato nord-ovest vi era un edificio costituito da 5 stanze, lungo 33 metri × 6,50 metri largo. La stanza al centro, era rettangolare e misurava 8 × 6,50 metri e costituiva presumibilmente la stanza delle insegne dove erano posti i vessilli delle truppe qui stanziate. Nel 1940 fu trovato un altare tardo antico, databile al regno dell'imperatore Gallieno (253-268), con una dedica rivolta al comandante della legione di stanza a Aquincum, un certo Publio Elio Eliano.
Nel 270 d.C. il forte subì forti danni in seguito ad un'invasione da parte delle tribù di Quadi, Vandali e Sarmati iazigi. In seguito a questi eventi le fortificazioni furono di nuovo ricostruite. In seguito ad alcuni scavi in età moderna si è potuto verificare che la torre tardo romana intermedia, lungo la parete nord di fronte alla ex-Retentura, avrebbe potuto trovarsi in questa posizione prima della costruzione della torre semicircolare a forma di "U", che secondo l'opinione dell'archeologo Péter Kovács sarebbe da ritenersi costruita sotto il regno dell'imperatore Diocleziano, e che quindi risalirebbe al periodo compreso tra il 284 ed il 305. Kovacs ha sollevato la questione se prima della costruzione delle torri ad "U" non vi fossero state edificate torri semicircolari. La questione potrebbe essere risolta solo con un nuovo scavo. Secondo Zsolt Visy potrebbe essere attribuibile tutto ciò anche a Costantino il Grande, il quale ristrutturò l'intero sistema del limes danubiano negli anni compresi tra il 322 ed il 334. La datazione della ricostruzione è quindi ancora controverso.
Alla fine si ebbe la costruzione di quattro massicce torri ad "U", non molto dissimili a quelle lungo i due lati lunghi, oltre a quattro torri a forma di "ventaglio" agli angoli del forte. A fianco poi delle porte furono poste poi due grandi torri sempre a forma di "U". Nel vicino forte di Baracs (Annamatia), durante gli scavi del 2005, sono state trovate almeno una cinquantina di tegulae recanti il nome del comandante della provincia, un certo Terenzio, databili al regno dell'imperatore Valentiniano (364-375), che lascerebbero supporre la costruziine di alcune fortificazioni a questo periodo storico.
Il forte in seguito cambiò il nome da Ulcisia Castra a Castra Constantia. Non sappiamo con certezza se al tempo di Costantino il Grande, o come suggerito da Sandor Soproni dal regno di Costantino II. Della stessa opinione sembra essere l'archeologo, storico ed epigrafista András Mócsy, che ha visto il cambio del nome più che altro al regno di Costante I (337-350) o allo stesso Costantino II.

Il settore del limes pannonicus dove si trovava il forte di Ulcisia Castra.
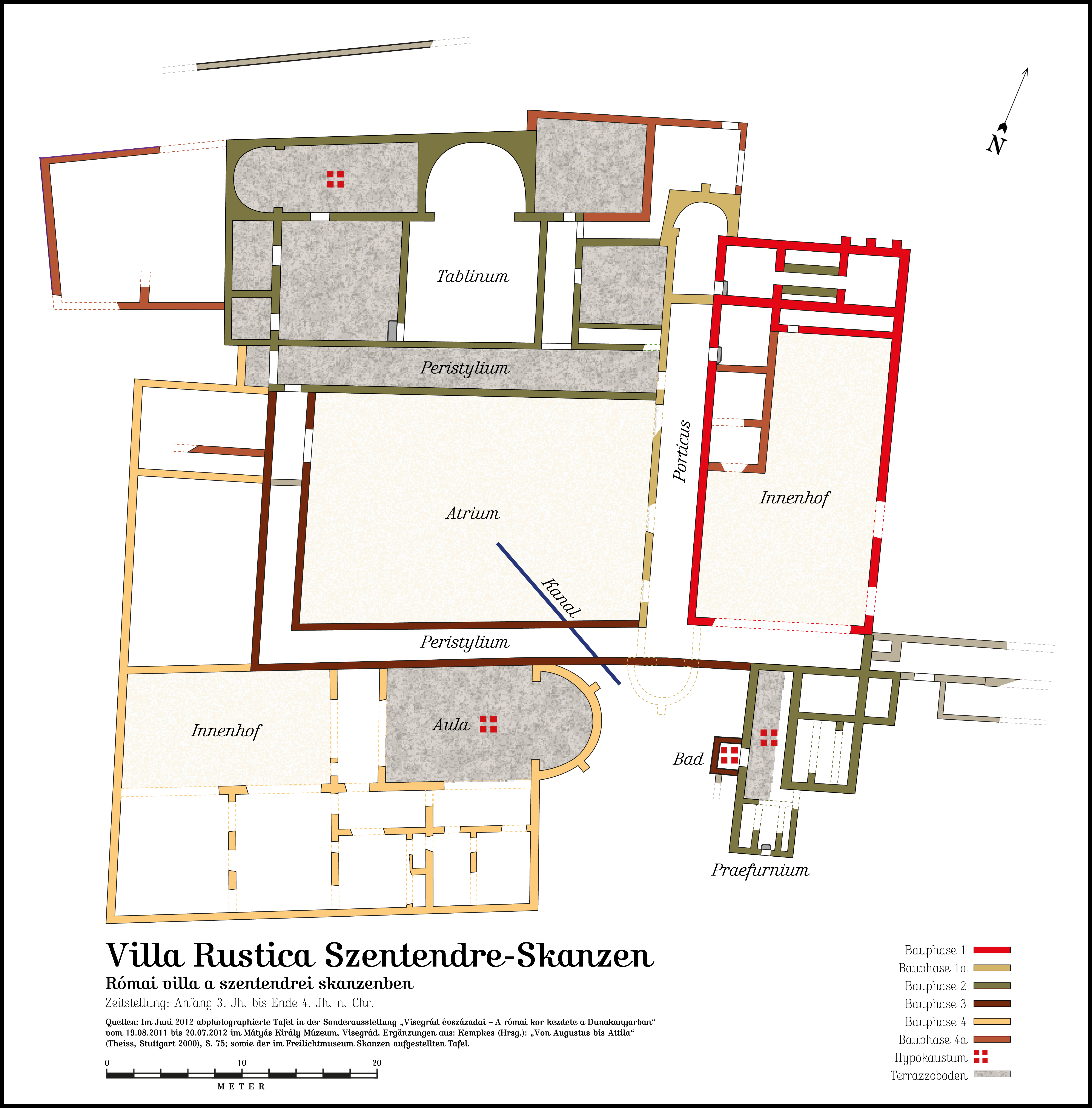
La villa rustica non molto distante dal forte militare.